# Club Deportivo Extremadura 1924
El Club Deportivo Extremadura 1924, conegut comunament com a CD Extremadura o simplement Extremadura, és un club de futbol professional espanyol de la ciutat d'Almendralejo, a la comunitat autònoma d'Extremadura. Juguen a Tercera Federació, la sisena divisió de futbol d'Espanya dels clubs de futbol de la comarca d'Extremadura, i celebra els partits a casa a l'Estadi Francisco de la Hera.
El club es va fundar el juny del 2022 com a substitució del desaparegut Extremadura UD, que va desaparèixer per greus problemes econòmics, que van provocar que fossin expulsats de la Primera Divisió RFEF.

## Història
El Club Deportivo Extremadura 1924 va ser fundat l'any 2022 per l'empresari espanyol Daniel Tafur com a successor de la dissolta UD Extremadura. La seva primera tasca com a president del club va ser aconseguir el lloc del seu predecessor a la Segona Federació, però van fracassar i per tant, el club va caure a la Segona Extremenya, la categoria més baixa del futbol espanyol dels clubs de futbol d'Extremadura.
La seva temporada de debut va començar al setè nivell del grup 5, amb el seu rival de debut havia de ser l'EMD Aceuchal B, guanyant per 4-0 en el seu primer partit de lliga. Les actuacions semblants a aquell partit van continuar i, en fer-ho, van guanyar el seu grup de Segona Extremenya i van participar en el play-off d'ascens amb possibilitats d'ascens a Primera Extremenya. En vèncer l'AD Hispanolusa a la segona fase del play-off, va aconseguir un ascens instantani.
El maig de 2024, Extremadura va aconseguir l'ascens a Tercera Federació; després d'acabar primer del grup 4, van derrotar el CP Chinato per 3–2 global en els play-offs d'ascens.

## Temporada a temporada
| Temporada | Nivell | Divisió | Lloc | Copa del Rei |
| --------- | ------ | ------- | ---- | ------------ |
| 2022–23   | 7      | 2ª Ext. | 1r   |              |
| 2023–24   | 6      | 1ª Ext. | 1r   |              |
| 2024–25   | 5      | 3a Fed. |      |              |

- 1 temporada a Tercera Federació